# السياحة في جزر القمر
لم يكن قطاع السياحة مستغل في فترة الاستقلال في جزر القمر، حيثُ كان قطاع السياحة راكد منذُ عام 1983. حيثُ بلغَ إشغال الغرف الفندقية في عام 2002 ما نسبته 19% من العدد الكلي للغرف في الجزر، وبلغ عدد السياح الوافدين إلى الجزر 18،936، وبلغت إيرادات السياح ما يقارب 11 مليون دولار. جزر القمر هي مجموعة من الجزر التي تقع في الطرف الشمالي لقناة الموزمبيق في المحيط الهندي. وهي نغازيدجا، موهيلي، أنجوان،( ومايوت تحت سيطرة فرنسا). وتقع جزر القمر بين مدغشقر وبين أفريقا الجنوبية وتبعد 290 كيلومتراً عن الساحل الشرقي لأفريقيا. وجزر القمر هي الدولة الأقل زيارة حول العالم، حيثُ يبلغ عدد الزوار سنوياً 3000 سائح، وعدد كبير من هؤلاء الزوار هم من السكان الأصليين الذين هاجروا خارج الجزر ويعودون سنوياً إلى بيوتهم وعائلاتهم. كما أن البنية التحتية الخاصة بالسياحة بنية فقيرة وهذا يترك السياح ليتدبروا أمرهم بنفسهم.

## أرقام السياح
على الرغم من أن جزر القمر لديها الكثير من الموارد الطبيعية للسياحة، مثل الشواطئ والبيئة البحرية، إلا أنها لا تمتلك قطاع سياحة قوي مثل المنافسين الإقليميين لا ريونيون، موريشيوس، وسيشل. يرجع ضعف السياحة فيها بشكل رئيسي إلى عدم الاستقرار السياسي.
معظم السياح في جزر القمر هم من الأمريكيين والأوروبيين، في حين أن معظم الاستثمار في الفنادق جاءت من جنوب إفريقيا. وفي سبتمبر 2017، انضمت جزر القمر إلى منظمة السياحة العالمية.

## أهم الأماكن السياحية
من أهم مناطق الجذب في جزر القمر الشواطئ المعزولة وأماكن الإبحار حيثُ يمكن للسائح أن يمارس الغوص في الشعاب المرجانية، صيد الأسماك، الإبحار، الذهاب في الجولات البيئية وغيرها الكثير. وهناك العديد من الوجهات السياحية المهمة في جزر القمر ومنها:

### جبل كارتالا
جبل كارتالا هو أكبر بركان ناشط في العالم أجمع، حيثُ يبلغ قطر فوهة البركان ميلاً كاملاً، ويثور البركان بشكل متكرر، وآخر مرة ثارَ فيها البركان في القرن الواحد والعشرين شكلَ معلماً صحراوياً مميزاً.

### جزيرة موالي
جزيرة موالي هي الجزيرة الأصغر ضمن جزر القمر، وتشتهر الجزيرة بالشواطئ النقية وغير الملوثة والمياه النقية. وفي الجزيرة أول منطقة محمية في الجزيرة وهي حديقة موهيلي المائية.